# Gunnar Hámundarson
Gunnar Hámundarson ( Gunnarr á Hlíðarenda in norreno) noto anche come "Gunnar di Hlíðarendi" (fl. X secolo) fu un goði dello Stato libero d'Islanda del X secolo.

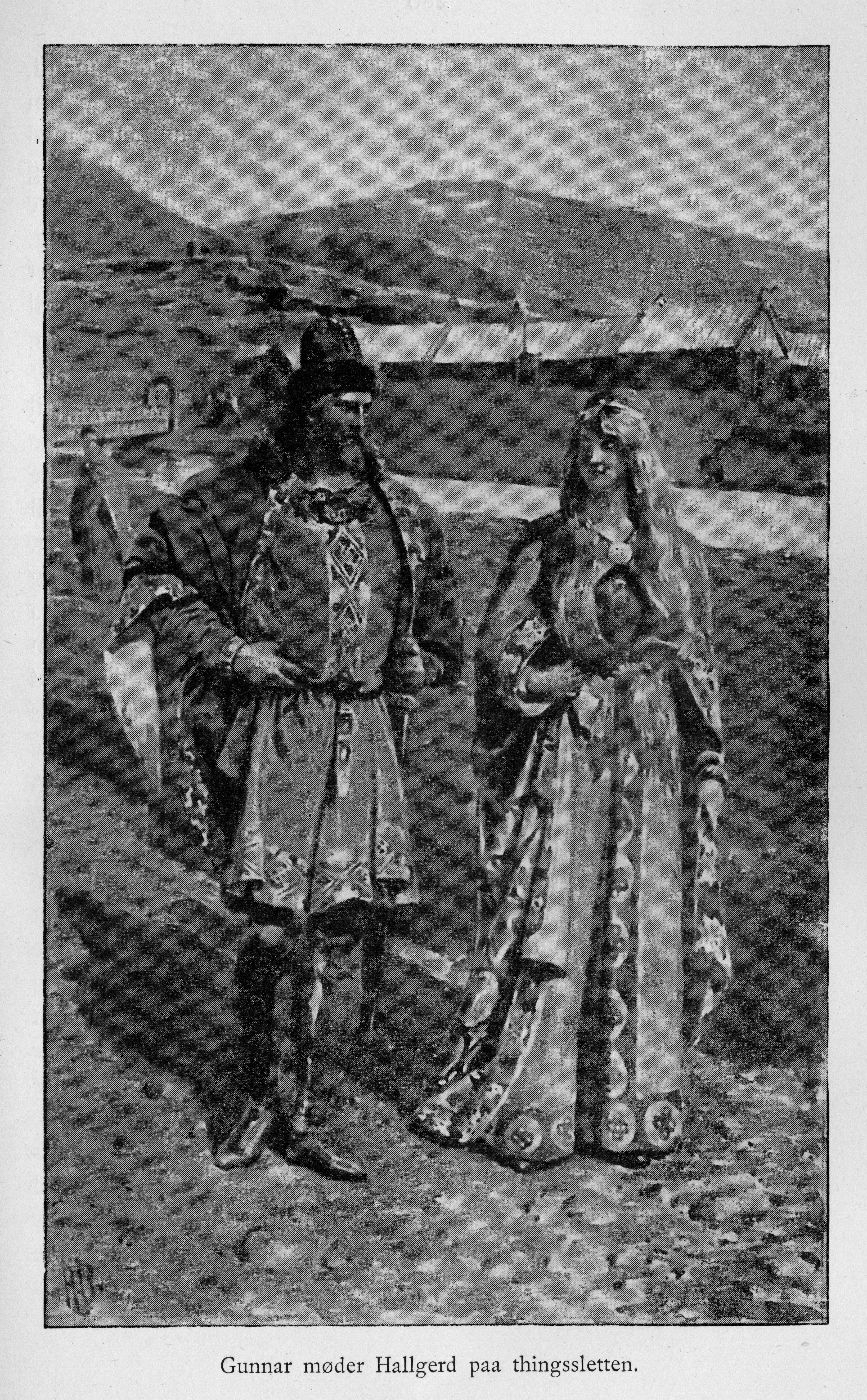
Gunnar incontra la sua futura sposa Hallgerðr Höskuldsdóttir al Alþingi.

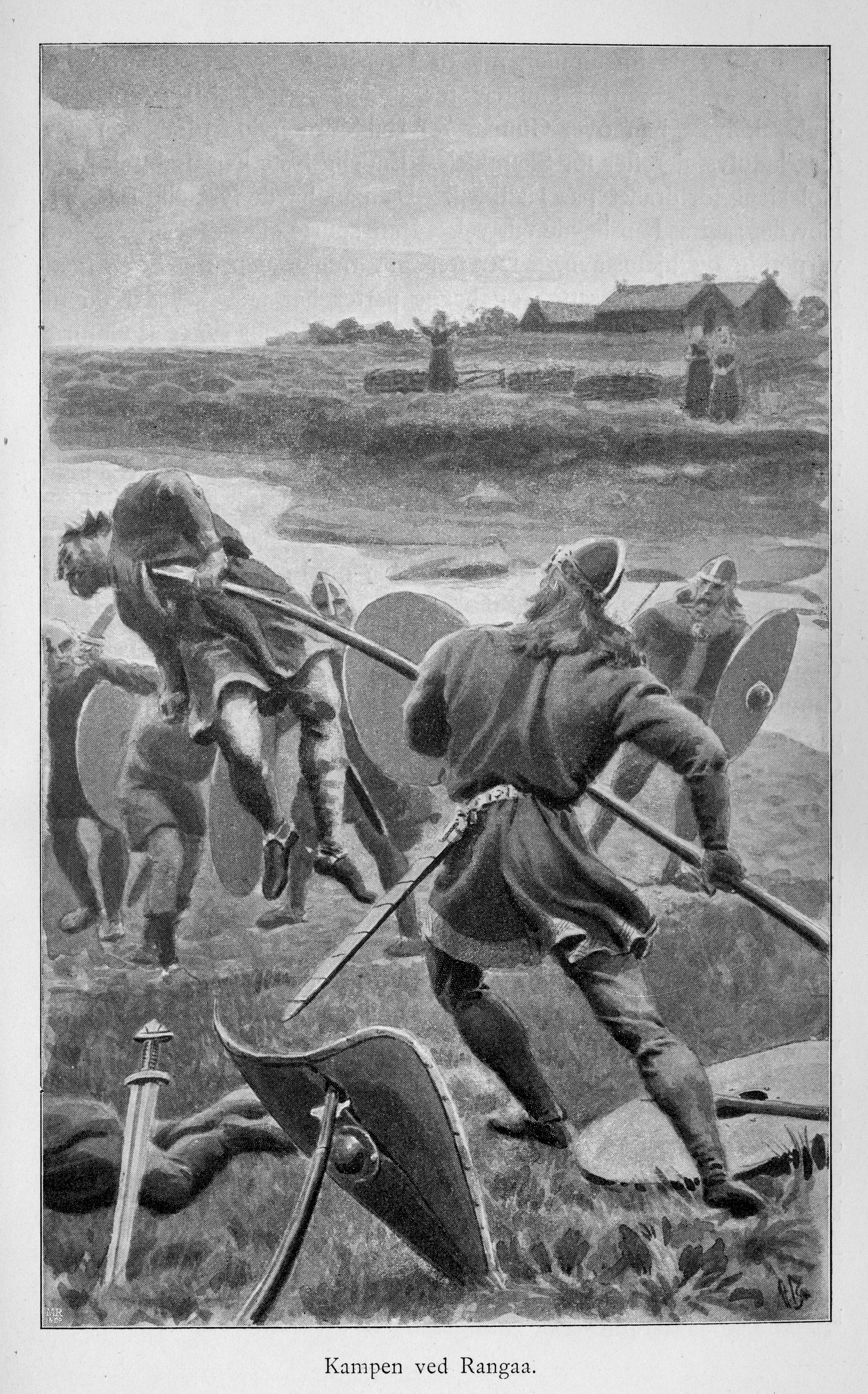
Gunnar uccide i suoi aggressori a Rangá.

È uno dei personaggi di spicco della Njáls saga, nella cui parte iniziale è narrata la catena di eventi e di faide che portarono alla sua morte

## Biografia
Gunnar era il figlio di Hámundr Gunnarsson e Rannveig Sigfúsdóttur (secondo la Njáls saga) o Rannveig Sigmundardottur (secondo il Landnámabók). Aveva due fratelli, Kolskeggr e Hjörtr, e una sorella di nome Arngunnr che sposò Hróar Tungugoði.

### Fonti
- Njáls saga

### Studi
- Byock J (2001), Viking Age Iceland, Penguin Books, ISBN 978-0-14-029115-5.
- Forte A, Oram R, Pedersen F (2005), Viking Empires, Cambridge University Press, ISBN 0-521-82992-5.